# 平截独活
平截独活（学名：Heracleum vicinum）是伞形科独活属的植物，是中国的特有植物。分布于中国大陆的四川等地，生长于海拔2,600米至3,100米的地区，多生于山坡林下或灌丛中，目前尚未由人工引种栽培。